# Émile Guerry
Pour les articles homonymes, voir Guerry.
Émile-Maurice Guerry, né le 28 septembre 1891 à Grenoble et mort le 11 mars 1969, est un prélat catholique français, archevêque-coadjuteur de Cambrai de 1940 à 1952, date à laquelle il succède à Jean-Arthur Chollet comme archevêque de Cambrai jusqu'en 1966. Figure du catholicisme social, il est notamment l'un des cofondateurs de l'Institut des Petites Sœurs des maternités catholiques. Il s'illustre également dans quelques traits de spiritualité concernant la nature de l'épiscopat ou encore la paternité divine.

## Éléments biographiques
Après sa scolarité à l'externat Notre-Dame de Grenoble, il devient avocat au barreau de Grenoble.
En 1912, la lecture du Livre de la route de Johannes Jørgensen ainsi que les conseils du chanoine Desgranges le décident à entrer en religion. Il commence ainsi son séminaire à Saint-Sulpice.
Mobilisé durant la Première Guerre mondiale, il obtiendra comme homme de troupe la croix de guerre avec trois citations, la médaille militaire, et la médaille militaire anglaise. Il remplira en outre les fonctions de brancardier et de juriste devant les conseils de guerre. Il fut intoxiqué par les gaz à deux reprises et montera sur le front de Verdun à cinq reprises.
En 1919, il reprend sa formation ecclésiastique au séminaire de Grenoble et soutient une thèse en droit en juin 1921 : les syndicats libres féminins de l’Isère. Il est envoyé en 1922 au séminaire français de Rome, afin de compléter ses études théologiques par un doctorat à la Grégorienne, obtenu en 1925.
Il est ordonné prêtre pour le diocèse de Grenoble par Caillot le 22 juillet 1923. En 1925, il est nommé vicaire-administrateur de la paroisse Saint-Laurent de Grenoble. Paroisse pauvre, il y fonde une école libre. En 1927, il devient professeur au grand séminaire de Grenoble, enseignant successivement la théologie fondamentale, la morale et le dogme.
En 1932, il devient vicaire général du diocèse, aumônier général de la ligue dauphinoise des hommes, de l’action catholique des femmes. Il crée la JOC et JAC dans le diocèse. Il fonde les Maternités catholiques.
Le 30 mai 1940 il est nommé archevêque-coadjuteur de Cambrai, devient secrétaire de l’assemblée des cardinaux et archevêques de France (organisme précurseur de la conférence épiscopale de France). Il est sacré évêque le 25 juillet 1940.
En 1952, il devient archevêque de Cambrai, charge dont il se retire en 1966.
Il signe l'appel de la Fédération française contre l'armement atomique.

## Distinctions
- Chevalier de la Légion d'honneur (2 avril 1955)[2]
- Médaille militaire
- Croix de guerre 1914–1918 (3 citations)
- Croix militaire

### Auteur
- Pour la cause, pièce sociale en 3 actes. Grenoble, impr. de L. Aubert, 1911, 152 p. Préface par M. Paul Cuche. Crée à Voiron lors de la Fête mutualiste annuelle des syndicats libres le 30 avril 1911.
- Code de l'Action catholique composé, article par article, de textes extraits des Encycliques et autres documents pontificaux, Grenoble, impr. Saint-Bruno (F. Eymond, directeur), Revue mensuelle de la Ligue dauphinoise d'action catholique, 1926. Autre édition : Paris : Ed. Spes, Action populaire, 1928. Trad. polonais
- Les Syndicats libres féminins de l'Isère. Leur organisation. Leur action professionnelle. Leur doctrine, Grenoble : Impr. Saint-Bruno, 1921, version publiée de la thèse, 1921.
- Les principes directeurs de l'action sociale catholique, Syndicats libres féminins de l’Isère, 1924.
- Vers le père, Desclée De Brouwer, Paris, 1936. Trad. anglais, allemand, espagnol, italien, polonais
- L'Action catholique. Textes pontificaux.   Paris, Desclee De Brouwer, 1936.
- Mgr Rouchouze, abbé G. Courtois, abbé Barthélemy, chanoine Rastouil, vic. gén. Bouchendomme, abbé Duperray, R.P. Villain, Louis Fliche, Pierre Dumaine... Les Œuvres et l'Action catholique, Paris, Éd O-gé-O, 1936. . Lettre-préface de Mgr Courbe.
- Y a-t-il une spiritualité d'Action catholique ?, Montréal : L'Œuvre des tracts : L'Action paroissiale, 1941
- P. Jean Rimaud, P. Pierre Boisselot, P. Sauvage, chanoine Jean Viollet, Le Prêtre, ami et conseiller de la famille, Paris, Commissariat général à la famille, Association du mariage chrétien, Office de publicité générale, 1943
- Qu'a fait l'épiscopat français sous l'occupation allemande ?, Valenciennes, P. Giard, 1944.
- Le Rôle de l’épiscopat français sous l’occupation allemande, Lille, Éditions comprendre, 1944.
- L'Église et l'État, Lille, Éditions Comprendre (S.I.L.I.C.), 1944.
- Maternité : 10 méditations pour les mamans, Paris, Éditions familiales de France, 1946.
- L’Église catholique en France sous l’occupation, Paris, Flammarion, 1947.

- Prix Montyon 1948 de l’Académie française.
- Dans le Christ total, Paris, Desclée de Brouwer, 1952. Trad. Anglais, Espagnol, Italien, Portugais
- Textes de l'Écriture sainte et des Pères. Source de vie, Paris, F.C.T.P., 1952.
- Directives pastorales sur le saint sacrifice de la messe, Bruges, Apostolat Liturgique, 1953. Trad. Italien
- L'évêque, Paris, A. Fayard, 1954. Trad. Italien.

- Prix Juteau-Duvigneaux 1955 de l’Académie française.
- La Doctrine sociale de l'Église : son actualité, ses dimensions, son rayonnement, Paris, Bonne Presse, 1957. Trad. anglais, arabe, espagnol, italien, portugais.
- L'Église et la communauté des peuples : la doctrine de l'église sur les relations internationales : l'enseignement de Pie XII, Paris, Éditions Bonne presse, 1958. Trad. Italien.
- L'Église dans la mêlée des peuples, Paris, éditions Bonne Presse, 1961. Lettre-Préface de S. Em. le cardinal Gerlier. Trad. Italien.
- Le Laïcat ouvrier : sa mission apostolique, Paris, éditions du centurion, 1963. Conférence donnée à Fribourg, Suisse, à la session d'avril 1963 du Centre international de pastorale.
- Église catholique et communisme athée; pourquoi l’Église oppose-t-elle un refus formel à la doctrine antireligieuse du communisme soviétique ?, Paris, Bonne Presse, 1960. Lettre pastorale à son clergé et aux militants de son diocèse. Trad. Espagnol, Italien, Portugais

### Préfacier
- Abbé Georges Lemaître, Notre sacerdoce, Paris, Desclée de Brouwer et Cie, 1945.
- G. Thils, Pour le clergé diocésain ; une enquête sur sa spiritualité particulière, Paris, Éd du Vitrail, 1946.
- H. Barbeau, Efficacité chrétienne, Tournai, Paris, Casterman, 1948. Conférences données à la Radio-Vaticane, semaine pascale 1947.
- G. Rivail, Georges Rivail, prêtre, Vienne, Institution Robin, 1953.
- J. Visse, Des mines du Nord et du Pas-de-Calais au textile de Lille, Roubaix, Tourcoing, Douai, 24 bis, Terrasse Saint-Pierre, Impr. Saint-Paul, 1953.
- J. Isselé, H. Uzel, Une vraie supérieure, Mère Marie-Pierre, 1867-1947, religieuse de Notre-Dame de la Croix, Murinais, Maison-mère des Sœurs de Notre-Dame de la Croix, (Bar-le-Duc, Impr. Saint-Paul), 1954.
- Louis Bassette, Le Fait de La Salette : 1846-1854, Paris, Éd du Cerf, 1955.
- V. Hache, Livre généalogique indiquant la parenté qui existe entre les membres vivants d'une même famille, Roubaix, 142, av. Linné, 1955. Généalogies des familles de Cambrai, Douai, Valenciennes, Arras et la Flandre.
- G. Fievet, R. Boigelot (pseud. Pierre Dufoyer), Parlons aux fiancés : témoignage de M. le chanoine G. Fiévet, Tournai, Paris, Casterman, Action familiale, 1955. Trad. Italien.
- Statuts synodaux du diocèse de Cambrai... Synode du 27 septembre 1957, Cambrai, Secrétariat de l'archevêché, Lille, Impr. S.I.L.I.C., 1958.
- (it) Il decreto sull'ufficio pastorale dei vescovi, Roma, Citta Nuova editrice, 1966.
- J. Bourron, Sentences, La Tronche-Montfleury, Ed. des Cahiers de l'Alpe  1966.
- A. Athenoux, Le Christ crucifié au pays de Mao, Paris, Colmar, Ed. Alsatia, 1968, Intro de Fr. H. M. Manteau-Bonamy.

### Discours publiés
- Le clergé diocésain en face de sa mission actuelle d’évangélisation, Rapport présenté à l’Assemblée des Cardinaux et Archevêques de France, Hors Commerce, 1944.
- Le Message de l'Église et l'action catholique paroissiale de la F.N.A.C., discours de S.E. Mgr Guerry, le 19 janvier 1947. Nancy, impr. de Vagner, 1947.
- Directoire pour la pastorale des sacrements à l'usage du clergé, adopté par l'Assemblée plénière de l'Episcopat pour tous les diocèses de France. Rapport présenté par Mgr Guerry, le 3 avril 1951. Vanves, Impr. franciscaine missionnaire, 1951.
- Le Chanoine A. Scorssery, 1885-1951, témoignages. Discours prononcé aux funérailles, par Mgr Guerry. Pérenchies, Nord, impr. de J. Descamps-Catry.
- Lettre pastorale de S. E. Monseigneur Guerry, au Clergé et aux Militants de son Diocèse sur l'Épiscopat de France en face de certains problèmes d'actualité: Réponses à des articles de presse, sans maison d’édition, sans date.